# Janette Atkinson
Janette Atkinson, é uma psicóloga e acadêmica britânica, especializada no desenvolvimento humano da visão e da cognição visual. Ela é membro da Academia Britânica (FBA), e da Academia de Ciências Médicas (FMedSci). Atkinson foi Professora de Psicologia na University College London desde 1993: agora ela é Professora Emérita. Ela também foi co-diretora da Unidade de Desenvolvimento Visual (Visual Development Unit) do Departamento de Psicologia da University College London, e do Departamento de Psicologia Experimental da Universidade de Oxford . Ela colabora frequentemente nos escritos acadêmicos de seu marido Oliver Braddick.

## Infância e educação
Atkinson estudou psicologia na Universidade de Bristol, graduando-se como Bacharela em Ciências (BSc) em 1965.  Ela realizou seu mestrado na Universidade de Cambridge, e completou seu doutorado em filosofia (PhD) em 1970. Sua tese de doutorado foi intitulada "Um estudo de análise perceptual usando imagens estabilizadas" ("A study of perceptual analysis using stabilized images"). 

## Carreira acadêmica
De 1971 a 1972, Atkinson foi pesquisadora associada do Instituto de Genética Comportamental (Institute for Behavioral Genetics) da Universidade de Colorado em Boulder.  Em 1972, ela foi pesquisadora associada do Departamento de Psicologia da Universidade Johns Hopkins, em Maryland. Ela então retornou à Universidade de Cambridge, onde foi pesquisadora associada sênior de 1972 a 1983. Durante este tempo, ela estabeleceu a Unidade de Desenvolvimento Visual na Universidade de Cambridge.   De 1983 a 1993, ela foi classificada como membro do Conselho de Pesquisa Médica (MRC) na função de pesquisadora externa do Departamento de Psicologia Experimental, em Cambridge. 
Em 1993, Atkinson mudou-se para a University College London (UCL), onde foi nomeada Professora de Psicologia. Ela levou a Unidade de Desenvolvimento Visual de Cambridge com ela para a UCL.  Uma segunda Unidade de Desenvolvimento Visual foi criada na Universidade de Oxford em 2003. Ela foi co-diretora de ambas as unidades com seu marido Oliver Braddick. Após sua aposentadoria da academia, ela foi nomeada Professora Emérita pela UCL.

## Vida pessoal
Em 1979, Atkinson casou-se com Oliver Braddick, um colega psicólogo. Eles têm quatro filhos no total: dois filhos e duas filhas.

## Honras
Em 2002, Atkinson foi eleita membro da Academia de Ciências Médicas (FMedSci).  Em 2008, foi eleita Membro da Academia Europaea. Em 2009, ela, junto com seu marido Oliver Braddick, ganhou a Medalha Kurt Koffka. Em 2015, ela foi eleita Membro da Academia Britânica (FBA), a Academia Nacional do Reino Unido para ciências humanas e sociais. Em 2016, ela foi premiada com o Prêmio Davida Teller pela Vision Sciences Society.

## Trabalhos selecionados (em inglês)
- Atkinson, Jannette; King, John; Braddick, Oliver; Nokes, Louise; Anker, Shirley; Braddick, Fleur (Maio de 1997). «A specific deficit of dorsal stream function in Williams' syndrome». NeuroReport. 8 (8): 1919–1922. PMID 9223077. doi:10.1097/00001756-199705260-00025
- Atkinson, Janette (2000). The Developing Visual Brain. Oxford: Oxford University Press. ISBN 978-0198522973
- Atkinson, Janette; Braddick, Oliver (2007). «Visual and visuocognitive development in children born very prematurely». Progress in Brain Research. 164: 123–49. ISBN 9780444530165. PMID 17920429. doi:10.1016/S0079-6123(07)64007-2
- Atkinson, Janette; Braddick, Oliver (2011). «From genes to brain development to phenotypic behavior: "dorsal-stream vulnerability" in relation to spatial cognition, attention, and planning of actions in Williams syndrome (WS) and other developmental disorders». Progress in Brain Research. 189: 261–83. PMID 21489394. doi:10.1016/B978-0-444-53884-0.00029-4
- Atkinson, Janette; Braddick, Oliver (Julho de 2012). «Visual attention in the first years: typical development and developmental disorders». Developmental Medicine & Child Neurology. 54 (7): 589–595. PMID 22568833. doi:10.1111/j.1469-8749.2012.04294.x